# Marcos Prior Kosinski
Marcos Prior (L'Hospitalet de Llobregat 1975-) és un autor de còmic català.
Va iniciar la seva trajectòria el 1995 amb el col·lectiu Producciones Peligrosas amb el sobrenom de Kosinski. Juntament amb altres autors com Artur Díaz Laperla, Nacho Antolín, Jordi Borrás i Marcos Morán va crear el fanzine Rau, publicació que el 1997 aconseguiria el premi al millor fanzine del Saló Internacional del Còmic de Barcelona.
Com a guionista, de la seva col·laboració amb el dibuixant Artur Díaz Laperla han sorgit les obres Mundo maremoto (2000) i Raymond Camille (2002), publicades ambdues per La Cúpula. També ha escrit diverses sèries per a la revista El Víbora, com Rosario y Los Inagotables, El Comebalas i Secta Doraymon. Posteriorment, ha participat en un parell d'obres col·lectives per a l'editorial Norma: Barcelona TM: la ciudad Condal vista por 33 autores (2011) i  Revolution complex (2011). Al mateix temps, publica algunes obres com a guionista i dibuixant únic com Fallos de raccord (Diábolo, 2008), El año de los 4 emperadores (Diábolo, 2012) i Necrópolis (Astiberri, 2015). 
Als darrers anys gràcies a la seva associació amb Danide (Daniel Deamo), ha publicat Fagocitosis (Glénat, 2011) i Potlatch (Norma, 2013).
L'any 2016 publica Gran Hotel Abismo, amb dibuix del dibuixant David Rubín.
Aquestes darreres tres obres han estat nominades com a millor obra d'autor espanyol al Saló Internacional del Còmic de Barcelona els anys 2012, 2014 i 2017.

## Obres
- Oropel (Planeta De Agostini, 1996) dibuixada pel col·lectiu Producciones Peligrosas (Artur Díaz Laperla, Marcos Morán, Nacho Antolín, Jordi Borrás i Marcos Prior)
- Mundo maremoto (La Cúpula, 2000) amb Artur Díaz Laperla
- Raymond Camille (La Cúpula,2002) amb Artur Díaz Laperla
- Fallos de raccord (Diábolo, 2008)
- Barcelona TM: la ciudad Condal vista por 33 autores (Norma, 2011) obra col·lectiva
- Fagocitosis (Glénat, 2011) amb Daniel Deamo. Nominat a la millor obra d'autor espanyol al Saló Internacional del Còmic de Barcelona 2012.
- Revolution complex (Norma, 2011) obra col·lectiva
- El año de los 4 emperadores (Diàbolo, 2012)
- Potlatch (Norma, 2013) amb Daniel Deamo. Nominat a la millor obra d'autor espanyol al Saló Internacional del Còmic de Barcelona 2014.[5]
- Rosario y los inagotables (La Cúpula, 2014) amb Laperla
- Necrópolis: retrato de grupo con ciudad (Astiberri, 2015)
- Gran Hotel Abismo (Astiberri, 2016) amb David Rubín. Nominat a millor obra d'autor espanyol al Saló Internacional del Còmic de Barcelona de 2017.
- Ciudad de tebeos y de fábricas [fanzine]. (Fabra i Coats. Centre d'Art Contemporani, 2017)
- Un Regalo para Kushbu: historias que cruzan fronteres. (Ajuntament de Barcelona; Astiberri, 2017) obra col·lectiva
- Catálogo de bunkers (Astiberri 2017) amb Jordi Pastor